# Charles Humez
Charles Humez (* 18. Mai 1927 in Méricourt, Département Pas-de-Calais; † 11. November 1979 in Bois-Bernard, Département Pas-de-Calais) war ein französischer Boxer.

## Amateurkarriere
Als Amateur wurde Humez von 1945 bis 1948 viermal in Folge französischer Meister im Weltergewicht. Bei den Amateureuropameisterschaften 1947 in Dublin belegte er den zweiten Platz.

## Profikarriere
Im September 1948 wurde Humez Profi. Am 13. Juni 1951 gewann er durch einen Punktsieg über den Briten Eddie Thomas den Europameistertitel im Weltergewicht.
1952 stieg er in das Mittelgewicht auf und kämpfte 1953 gegen Randy Turpin in England um den vakanten Europameisterschaftstitel dieser Gewichtsklasse, unterlag jedoch nach Punkten.
1954 verlor Turpin den Titel jedoch an den Italiener Tiberio Mitri, gegen den Humez schon 1951 im Weltergewicht ein Punktsieg gelungen war. So bekam Humez am 13. November 1954 eine erneute Chance auf den Titel und gewann den Kampf in Italien durch technischen KO in der dritten Runde.
Den Titel verteidigte er bis 1958. Am 4. Februar 1957 besiegte er z. B. in Paris den Briten Pat McAteer über 15 Runden nach Punkten. Er gewann in dieser Zeit in Nicht-Titelkämpfen unter anderem auch gegen Hans Stretz (gegen den er auch Unentschieden boxte) und Peter Müller, jeweils durch K. o. Sein Punktsieg Anfang 1958 in Frankreich über Bubi Scholz war dessen erste Niederlage im 70. Profikampf. Bei dem am 4. Oktober 1958 in Berlin stattgefundenen Rückkampf verlor Humez dann seinen Titel jedoch schließlich an Scholz. Wenig später beendete er seine Karriere.